# 长春大众卓越女子足球俱乐部
长春大众卓越女子足球俱乐部是由吉林省民营企业大众卓越控股集团投资组建的女子足球俱乐部，于2000年6月8日成立。
长春大众卓越女足先后为国家队培养输送了娄晓旭、郭跃、许美爽、张伟双、王鑫、宋岩庄、任桂辛等优秀运动员。获得过全国女足锦标赛季军、中国足协杯第四名，全国女足联赛第六名等成绩。